# 赣南医科大学
赣南医科大学，是中华人民共和国江西省赣州市的一所全日制公办医学类大学。现有三个直属附属医院及非直属医院若干。其出版的醫學綜合性學術刊物，名為《贛南醫學院報》。

## 历史沿革
1958年，中共赣州地委在赣州卫生学校的基础上，创办赣南医学专科学校，并于1959年将其升格为赣南医学院，但在1962年8月恢复为赣南医专。在文化大革命后，学校改为培养赤脚医生、护士、助产士的卫生学校。1974年6月，学校重新使用赣南医学专科学校校名。1988年4月，易名为赣南医学院:385。2023年11月，中华人民共和国教育部批准赣南医学院更名为赣南医科大学。

## 院系设置
- 基础医学院
- 药学院
- 人文社会科学学院
- 医学信息工程学院
- 康复学院
- 国际教育学院
- 护理学院
- 马克思主义学院
- 公共卫生与健康管理学院
- 全科医学学院
- 医学技术学院
- 军事体育教学研究部
- 职业技术学院
- 继续教育学院
- 创新创业学院
- 赣南创新与转化医学研究院
- 第一临床医学院
- 第二临床医学院
- 第三临床医学院[4]

## 附属医院
- 第一附属医院
- 第二附属医院（附属信丰医院）
- 第三附属医院（附属口腔医院）
- 附属市立医院（赣州市立医院）
- 附属萍乡医院（萍乡市人民医院）
- 附属景德镇医院（景德镇市第二人民医院）
- 附属肿瘤医院（赣州市肿瘤医院）
- 附属妇幼保健院（赣州市妇幼保健院）
- 附属赣州市第五人民医院（赣州市第五人民医院）
- 附属老年医院（赣州市第三人民医院）
- 附属兴国医院（兴国县人民医院）[5]